# CA-95
Le CA-95 est un véhicule antiaérien destiné aux unités mobiles de défense antiaérienne des forces terrestres roumaines. Le rôle de cette arme est de neutraliser les avions et hélicoptères volant à basse altitude par visée directe. Le CA-95 est la version domestique du système soviétique 9K31 Strela-1. Au lieu de la voiture blindée BRDM-2, un véhicule TABC-79, fabriqué par l'industrie locale de l'armement, a été utilisé. La version modernisée de ce complexe antiaérien, actuellement dans l'équipement de l'armée roumaine, s'appelle CA-95M.

## La description

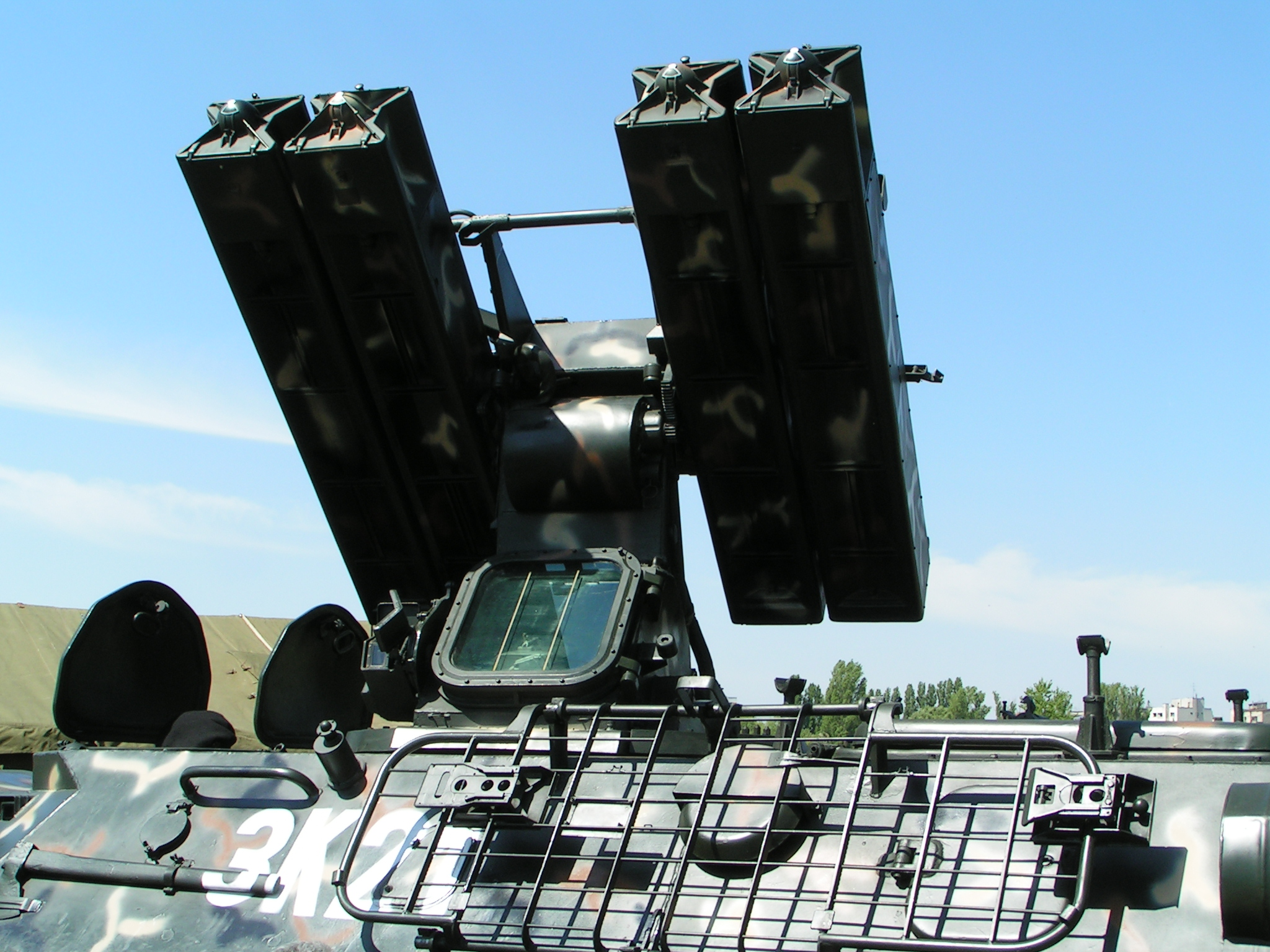
Le lanceur avec les quatre missiles antiaériens A95M-RC.

Le complexe antiaérien CA-95M se compose du véhicule de combat ML-A95M et des quatre missiles A95M-RC dans deux conteneurs. En option, le fabricant Electromecanica Ploiești propose également l'installation d'essai automotrice IV-A95M et l'installation de formation IA-A95M. Les conteneurs mesurent 1,844 m de long et les fusées mesurent 1,803 m de long. Le missile A95M-RC a un calibre de 120 mm et un poids de 30 kilogrammes (70 kilogrammes dans le conteneur de lancement). La propulsion est réalisée au moyen d'un moteur-fusée à combustible solide à deux étages. Le complexe antiaérien dispose d'un autoguidage dans l'infrarouge et le spectre visible, proportionnel sur deux canaux. Le suivi des cibles est automatique. Le capteur infrarouge est refroidi par effet Peltier. L'ogive du missile est l'impact et la proximité. La portée de l'ogive de proximité est de 2,5 mètres. La distance de lancement maximale est de 4,2 kilomètres et la distance minimale de 800 mètres. Les cibles aériennes ciblées doivent avoir une altitude minimale de 50 mètres et maximale de 3 500 mètres. La vitesse maximale de la cible engagée (« va ») est de 310 m/s, respectivement 220 m/s (« vient »). 
Le lanceur a deux autres roquettes de rechange attachées aux supports latéraux. Le véhicule est blindé contre les balles de 7,62 mm et les éclats d'artillerie. Le véhicule de combat ML-A95M dispose d'un système de protection NBC et résiste à une surpression de 0,0015 atmosphères. Le lanceur a un angle de tir horizontal de 360° et un angle de tir vertical de -5° et +80°. La tourelle tourne à l'aide de moteurs électriques, ayant une vitesse horizontale de 36°/s et une vitesse verticale de 18°/s. L'acquisition de cible peut être visuelle, en mode autonome, ou automatique, au sein du système mixte canon anti-aérien/missile avec radar de reconnaissance/poursuite SHORAR et unités de conduite de tir "Gun Star Night" (GSN).

## Utilisateur
- Roumanie - 40 unités

## Remarques
1. ↑   CA-95, situl Forter.ro